# Siglo XXVIII a. C.
El siglo XXVIII antes de Cristo comenzó el 1 de enero de 2800 a. C. y terminó el 31 de diciembre de 2701 a. C.

## Hechos importantes

### África
- 2750 a. C.: En África occidental se desarrolla la agricultura.[1]

#### Egipto
- 2800 a. C.: 
  - Comienza a medirse el tiempo por medio de un calendario. Los egipcios se basaron en las crecidas del Nilo en un principio, posteriormente desarrollaron los calendarios solares y lunares. Fueron los primeros en reconocer un año de 365 días.[2]
  - Los egipcios hacen tintas con óxido, pero no las usan para escribir.[2]
- 2800-2650 a. C.: Complejo funerario del rey Zoser (Djoser). En este conjunto arquitectónico, construido por el arquitecto real Imhotep (también médico, literato y astrólogo), se encuentra la pirámide escalonada de Sakkara, antecedente de las grandes pirámides egipcias.[2]
- 2780-2420 a. C.: Periodo en el que se crean en Egipto textos extensos y complejos, sobre todo en el círculo de los más importantes funcionarios. Los estudiosos ven en este periodo los primeros trazos de la gramática de la antigua lengua egipcia.[2]
- 2775-2650: Guerra de la segunda dinastía en Egipto
- 2773: Egipto adopta un calendario de 365 días
- 2715: Inicia el Imperio Antiguo de Egipto

### América
- 2800 a. C.: en la Amazonía (Brasil-Perú), se desarrollan comunidades aldeanas basadas en la horticultura. Producen cerámica con motivos zoomorfos y decoraciones con animales modelados.
- 2750 a. C.: en el Valle del río Supe - (Perú) se construye la ciudad de (Caral), uno de los primeros ejemplos de pirámides y arquitectura monumental americana.

### Europa
- 2800 a. C.: en la isla de Creta se desarrolla (hasta el 1150 a. C.) la gran civilización minoica, que erigirá ciudades y palacios, como los célebres complejos palaciegos de Cnossos, Fastos, Malia y Zakros.
- 2800 a. C. a 1075 a. C.: construcción del monumento megalítico de Stonehenge, en Inglaterra. Para su construcción se requirieron unas 30 millones de horas de mano de obra (que equivalen a 60 años de trabajo diario, de 200 hombres).
- 2750 a. C.: comienza la colina Silbury.
- 2750 a. C.: En Austria y Suiza se difunden las técnicas de la metalurgia del cobre (ya inventada en Irak pocos siglos atrás).
- 2750 a. C.: En los turbales de los Países Bajos y Dinamarca se inventa la rueda de madera maciza (ya inventada en Irak varios siglos atrás).

### Asia
- 2750 a. C.: en Sanhile (Shandong, China) se realizan trabajos de cobre.
- según Heródoto alrededor del 2750 se funda Tiro.

#### Irak
- 2800 a 2600 a. C.: en algún momento durante este lapso sucede la inundación de Shuruppak. Esta catástrofe coincide con el fin de la supremacía de este pueblo sobre Ur y Kish. Se lo considera una de las fuentes del mito babilónico del diluvio universal.
- 2750 a. C.: fin del periodo dinástico arcaico I.
- 2750 a 2600 a. C.: periodo dinástico arcaico II.
  - Dominación de Kish.
  - La existencia de reyes en este periodo dinástico es comprobado por las inscripciones.
  - Elegante cerámica no pintada, técnicas de vaciado de bronce a la cera perdida, con incrustaciones de metales preciosos.
- 2600 a. C.: los sumerios inventan los ladrillos plano-convexos.

### India
- 2800 a 2700 a. C.: Cultura de Mehrgarh:
  - 2800 a. C.: torso masculino en terracota
  - 2700 a. C.: estatuilla de un toro en terracota.
- 2800 a 2600 a. C.: estatuilla de un carnero, en alabastro, primera escultura en piedra.
- 2750 a 2500 a. C.: desarrollo de la civilización del Indo). La gente de las regiones montañosas con inviernos intensos (planicie de Kalat y de Quetta, valles de la Zhob y de Loralai), que vienen de más al norte, descubren las llanuras aluviales del sur, como el valle del Indo, donde la cobertura de selvas y bosques representaban un freno importante a la explotación agrícola.